# Anaxipha pulchra
Anaxipha pulchra is een rechtvleugelig insect uit de familie krekels (Gryllidae). De wetenschappelijke naam van deze soort is voor het eerst geldig gepubliceerd in 1965 door Roy.